# 神クズ☆アイドル
『神クズ☆アイドル』（かみクズアイドル）は、いそふらぼん肘樹による日本の漫画作品。『コミックZERO-SUM』（一迅社）にて2017年7月号に読み切りとして掲載後人気を得て、2018年2月号から連載された。

## ストーリー
仁淀ユウヤは、金のためだけにデビューを果たしたことから、歌わず踊らず、そしてファンサービスにもやる気を出さないクズアイドルである。見かねた事務所よりクビを宣告されたユウヤは、不慮の事故で亡くなった女性アイドルの最上アサヒの幽霊に出会う。死後もアイドル活動をしたいアサヒを憑依させることのできたユウヤは、彼女の助力を得て楽して稼ぐべく、アイドル界の天下を目指すことになる。

## 登場人物
声の項はテレビアニメ版の声優。

### 主要人物
仁淀 ユウヤ（）
声 - 今井文也
本作の主人公。自他共に認める美貌の持ち主で、アイドルユニット「ZINGS（ジングス）」のメンバーとして活動する。しかし本性はクズな性格をしたひねくれ者で、「楽して稼ぎたい」という思いからアイドル活動を始めたため、ライブやファンサービスを一切せず、ファンや事務所からはカズキの足を引っ張る存在と認識されていた。彼自身の屈折した人格は、複雑な環境で育ったことに起因している。
自分に代わってアイドル活動を引き受けるアサヒを少しでも長く現世に留まらせるべく、共にトップアイドルを目指すことになる。楽をするという名目で、一発で最低限の成績を納める記憶力と学習能力を身に着けている。
最上 アサヒ（）
声 - 東山奈央
本作のヒロイン兼キーキャラクター。神アイドルとして知られながらも、本編の1年前に不慮の交通事故で亡くなった女性アイドルの幽霊。生前は天真爛漫な笑顔とファンに対するサービス精神の高さを武器とし、アイドル活動のためならどこまでもストイックになれたことから、所属グループの次期センターと目された。
死後も「ステージに立ちたい」という思いと共に幽霊として彷徨っていた際、自分が見えたユウヤと出会い、彼の身体を借りるという形で再びアイドル活動をするチャンスを得る。
吉野 カズキ（）
声 - 堀江瞬
ユウヤと共に「ZINGS」のメンバーとして活動するアイドルで、彼の数少ない友人。根が明るく愛嬌の良さからグループの人気を支えるが、あがり症のためにソロ活動には否定的である。変わり者が多い本作における数少ない常識人。

### ZINGSの関係者
信濃 ヒトミ（）
声 - 喜多村英梨
ZINGSが所属する事務所の社長。やる気のないユウヤを厳しく躾けている。
河川敷、ツギコ、しぐたろ
声 - 上田瞳（河川敷）、大地葉（ツギコ）、石見舞菜香（しぐたろ）
ユウヤのファン。アサヒが乗り移った後のユウヤの豹変ぶりに戸惑う。居酒屋豚貴族によくたむろしている。

### その他のアイドル
瀬戸内 ヒカル（）
声 - 寺島拓篤
大人気アイドル「Cgrass」のリーダー。男性若手アイドルのトップに君臨しているが、全く驕らず面倒見が良く、多くの人から慕われている。しかしなぜかユウヤにだけは厳しい。
実はアサヒの大ファンで、彼女と同じパフォーマンスをしているユウヤの事を「アサヒの真似をしている」と嫌っている。そのため、ユウヤとはアサヒを巡る三角関係になっている。だがユウヤの活動をチェックし過ぎるあまり、周りからは「仁淀ユウヤの熱烈なファン」と思われている。
Cgrass
上述のヒカルを筆頭に、おばあちゃん子の岬チヒロ（声 - 佐藤拓也）、根明でコミュニケーショ能力が高い内濱アキラ（声 - 小林竜之）、最年少の灘ユキナリ（声 - 石谷春貴）、最年長の伯方ホマレ（声 - 阿座上洋平）で構成される大人気アイドルユニット。
スイートファーマシー
アサヒ一押しの女性アイドルグループ。たまき（声 - 上田瞳）、ゆの（声 - 石見舞菜香）、みはる（声 - 大地葉）の3名で構成されており、全員ナース服を着ている。なお仁淀達と直接の接点は無い。

## 書誌情報
- いそふらぼん肘樹 『神クズ☆アイドル』 一迅社〈ZERO-SUMコミックス〉、既刊9巻（2025年7月31日現在）
- 電子書籍版の2巻以降には小冊子が附属している特装版がある。なお、5巻と6巻の小冊子は紙版の特装版のものと同じ内容になっている。
  1. 2018年6月25日発売[6]、ISBN 978-4-7580-3360-2
  2. 2019年4月25日発売[7]、ISBN 978-4-7580-3424-1
  3. 2020年6月25日発売[8]、ISBN 978-4-7580-3524-8
  4. 2021年4月24日発売[9]、ISBN 978-4-7580-3601-6
  5. 2022年1月25日発売[10][11]、ISBN 978-4-7580-3696-2 / ISBN 978-4-7580-3697-9（特装版）
  6. 2022年7月25日発売[12][13]、ISBN 978-4-7580-3764-8 / ISBN 978-4-7580-3765-5（特装版）
  7. 2023年7月25日発売[14]、ISBN 978-4-7580-3889-8
  8. 2024年7月31日発売[15]、ISBN 978-4-7580-8556-4
  9. 2025年7月31日発売[16]、ISBN 978-4-7580-8761-2

## テレビアニメ
2022年7月から9月までテレビ東京ほかにて放送された。本編ナレーションは速水奨。

### スタッフ
- 原作 - いそふらぼん肘樹[18]
- 監督 - 福岡大生[18]
- シリーズ構成・脚本 - 蒼樹靖子[18]
- キャラクターデザイン・総作画監督 - 細田沙織[18]
- プロップデザイン - 高村遼太郎[18]
- 美術監督・設定 - 井戸千尋[18]
- 色彩設計 - 村田恵里子[18]
- 3DCG - V-sign[18]
- 3DCGディレクター - 上薗隆浩[18]
- 撮影監督 - 本間綾子[18]
- 編集 - 重村建吾[18]
- 音響監督 - 郷文裕貴[18]
- 音響制作 - ビットグルーヴプロモーション
- 音楽 - myu[18]
- 音楽プロデューサー - 佐藤翔太、佐藤純之介
- 音楽制作 - エイベックス・ピクチャーズ、テレビ東京ミュージック[18]
- プロデューサー - 飯泉朝一、村松紗也子（テレビ東京）、神宮司剛史、岡村武真、飯塚彩、大和田智之、新倉俊哉、福井詔雄、鈴木信也
- アニメーションプロデューサー - 柴田知典
- アニメーション制作 - Studio五組[18]
- 製作 - 「神クズ☆アイドル」製作委員会

### 主題歌・挿入歌
特記ない限り、仁淀ユウヤ（今井文也）と吉野カズキ（堀江瞬）のアイドルユニット「ZINGS」が歌唱する。
「Let's ZING!」
オープニングテーマおよび第10話挿入歌。作詞は工藤寛顕、作曲・編曲はShinnosuke。
「キミキラ」
エンディングテーマ。作詞はmicco、作曲・編曲は本多友紀。
「ハレラルラ」
最上アサヒ（東山奈央）による第2・8話エンディングテーマ。作詞は清浦夏実、作曲は本多友紀、編曲は河合泰志。
「裏表のデュエット」
第3話エンディングテーマおよび第10話挿入歌。作詞は工藤寛顕、作曲・編曲は大熊淳生。
「恋せよパラメディック」
スイートファーマシー［たまき（上田瞳）、ゆの（石見舞菜香）、みはる（大地葉）］による第5話エンディングテーマ。作詞は工藤寛顕、作曲・編曲はTO-me。
「INNOCENT STORY」
Cgrass［瀬戸内ヒカル（寺島拓篤）、岬チヒロ（佐藤拓也）、内濱アキラ（小林竜之）、灘ユキナリ（石谷春貴）、伯方ホマレ（阿座上洋平）］による第6話エンディングテーマ。作詞は工藤寛顕、作曲・編曲は関口昌大。
「Respect」
仁淀ユウヤ、瀬戸内ヒカルによる第7話エンディングテーマ。作詞は工藤寛顕、作曲・編曲は酒井陽一。
「フィナーレ～その先へ～」
第10話エンディングテーマ。作詞は工藤寛顕、作曲・編曲は森拓人。
「恋のBANG」
第1・5話挿入歌。作詞は松藤量平、作曲・編曲は青木宏憲、廣澤優也。
「絶対証明ロック」
第2・10話挿入歌。作詞は工藤寛顕、作曲・編曲は伊藤和馬。
「HAPPINESS for ALL」
Cgrassによる第5話挿入歌。作詞は工藤寛顕、作曲・編曲は酒井祐輝。
「乗り越えてLOST」
第7・10話挿入歌。作詞は工藤寛顕、作曲・編曲は印南俊太朗。
「Portulaca」
最上アサヒによる第7話挿入歌。作詞は工藤寛顕、作曲・編曲は本多友紀。
「イタズラHoney」
第10話挿入歌。作詞は工藤寛顕、作曲・編曲はShinnosuke。
「HERO'S」
第10話挿入歌。作詞・作曲・編曲はShinnosuke。
「MORNING」
第10話挿入歌。作詞は工藤寛顕、作曲・編曲はTO-me。
「二人三脚☆宣言」
第10話挿入歌。作詞は工藤寛顕、作曲・編曲はShinnosuke。

### 各話リスト
| 話数     | 絵コンテ          | 演出       | 作画監督                                 | 初放送日      |
| -------- | ----------------- | ---------- | ---------------------------------------- | ------------- |
| STAGE.01 | 福岡大生          | 福岡大生   | 細田沙織 高村遼太郎                      | 2022年 7月2日 |
| STAGE.02 | 福岡大生          | 濱崎徹     | 細田沙織 池津寿恵 水野隆宏 室井誠        | 7月9日        |
| STAGE.03 | 福岡大生          | 大嶋博之   | 鐘文山 鈴木輪流郎（料理）                | 7月16日       |
| STAGE.04 | 福岡大生          | 山本天志   | 水野隆宏                                 | 7月23日       |
| STAGE.05 | 浜田将太 福岡大生 | 浜田将太   | 小菅洋                                   | 7月30日       |
| STAGE.06 | 濱崎徹 福岡大生   | 濱崎徹     | 永山恵 高村遼太郎 大原大 平田雄三        | 8月6日        |
| STAGE.07 | 福岡大生          | 上田慎一郎 | 酒井孝裕                                 | 8月13日       |
| STAGE.08 | 福岡大生          | 福岡大生   | 田中翼 小菅洋                            | 8月20日       |
| STAGE.09 | 福岡大生          | 藤中達也   | 細田沙織 水野隆宏 高村遼太郎 平田雄三    | 8月27日       |
| STAGE.10 | 福岡大生          | 福岡大生   | 細田沙織 小菅洋 正木優太 酒井孝裕 鐘文山 | 9月3日        |

### 放送局
| 放送期間                 | 放送時間                     | 放送局       | 対象地域   | 備考                                            |
| ------------------------ | ---------------------------- | ------------ | ---------- | ----------------------------------------------- |
| 2022年7月2日 - 9月3日    | 土曜 1:53 - 2:23（金曜深夜） | テレビ東京   | 関東広域圏 | 製作局・製作参加                                |
|                          | 土曜 21:00 - 21:30           | AT-X         | 日本全域   | 製作参加 / CS放送 / 字幕放送 / リピート放送あり |
|                          | 土曜 22:00 - 22:30           | BS11         | 日本全域   | 製作参加 / BS放送 / 『ANIME+』枠                |
| 2022年7月5日 - 9月6日    | 火曜 1:30 - 2:00（月曜深夜） | テレビ愛媛   | 愛媛県     |                                                 |
| 2022年7月22日 - 9月23日  | 金曜 0:35 - 1:05（木曜深夜） | テレビ和歌山 | 和歌山県   |                                                 |
| 2022年8月15日 - 10月24日 | 月曜 1:30 - 2:00（日曜深夜） | びわ湖放送   | 滋賀県     |                                                 |

| 配信開始日   | 配信時間                     | 配信サイト                                                                               |
| ------------ | ---------------------------- | ---------------------------------------------------------------------------------------- |
| 2022年7月2日 | 土曜 12:00 更新              | dTV アニメタイムズ ABEMAビデオ                                                           |
| 2022年7月3日 | 日曜 1:00 - 1:30（土曜深夜） | ABEMA                                                                                    |
| 2022年7月6日 | 水曜 0:00（火曜深夜） 更新   | ひかりTV Rakuten TV ニコニコチャンネル クランクイン！ビデオ                              |
| 2022年7月7日 | 木曜 0:00（水曜深夜） 更新   | バンダイチャンネル Google Play U-NEXT アニメ放題 FOD TVer ネットもテレ東 Hulu AnimeFesta |
|              | 木曜 0:30 - 1:00（水曜深夜） | ニコニコ生放送                                                                           |
| 2022年8月1日 | 木曜 0:00（水曜深夜） 更新   | アニマックスオンデマンド                                                                 |

| テレビ東京 土曜 1:53 - 2:23（金曜深夜）    | テレビ東京 土曜 1:53 - 2:23（金曜深夜） | テレビ東京 土曜 1:53 - 2:23（金曜深夜） |
| 前番組                                     | 番組名                                  | 次番組                                  |
| ------------------------------------------ | --------------------------------------- | --------------------------------------- |
| 寂しい丘で狩りをする - ※本番組のみドラマ枠 | 神クズ☆アイドル - ※ここからアニメ枠     | -                                       |

### BD
| 巻 | 発売日         | 収録話         | 規格品番     |
| -- | -------------- | -------------- | ------------ |
| 1  | 2022年9月30日  | 第1話 - 第4話  | EYXA-13858/B |
| 2  | 2022年10月28日 | 第5話 - 第7話  | EYXA-13859/B |
| 3  | 2022年11月25日 | 第8話 - 第10話 | EYXA-13860/B |

## 受賞歴
第5回 次にくるマンガ大賞2019  コミックス部門3位受賞
エントリー作品数2082作の中で21,078ポイントを獲得し、コミックス部門3位を受賞。　

## 他作品とのコラボレーション
訳アリアイドル産直市
複数のアイドルアニメ作品が共演し、特設サイトにてライブ映像を紹介するWeb企画が展開される。参加作品は『アイドルランドプリパラ』『ゾンビランドサガ』『しろくまカフェ』。
KING OF PRISM シリーズ
「KING OF PRISM シリーズ」の主人公・一条シンとZINGSによるコラボレーション楽曲「PRISM☆IDOL」が制作された。3人が共演するボイスドラマやミュージックビデオが公開された。コラボ楽曲は『神クズ』のアニメBDに収録される。